# Les Glaneurs et la glaneuse... deux ans après
Les Glaneurs et la glaneuse... deux ans après è un documentario del 2002 diretto da Agnès Varda.